# Studená voda (přítok Lakšárského potoka)
Studená voda je potok tekoucí na Záhoří, v západní části okresu Senica. Je to pravostranný přítok Lakšárského potoka, má délku 6,7 km a je vodním tokem V. řádu.

## Pramen
Pramení na Borské nížině, v podcelku Lakšárska pahorkatina, západně od obce Lakšárska Nová Ves, v nadmořské výšce kolem 190 m n. m.

## Popis toku
Nejprve teče západním směrem oblastí borových lesů, vtéká do vodní nádrže Horná Studená Voda, kde zleva ústí umělé boční rameno Lakšárského potoka, na jižních březích vznikla chatová osada Tomky. Následně protéká územím Záhorské Pláňavy a postupně se stáčí na jihozápad. Západně od osady Húšky se v nadmořské výšce 155,2 m n. m. vlévá do Lakšárského potoka.